# Santuario de la naturaleza Cascada de las Ánimas
El Santuario de la naturaleza Cascada de las Animas es un parque privado y Santuario de la naturaleza de Chile abierto al público. Se ubica en la Región Metropolitana de Santiago, en la comuna de San José de Maipo, en el sector del Cajón del Maipo.

## Características
La Cascada de las Ánimas cuenta con 3600 ha. de montañas, valles, vertientes, ríos y cascadas, una de las cuales le da el nombre al lugar. El santuario posee quebradas de abruptas laderas que sirven de cauce natural para el sistema hidrográfico de la zona.

### Flora
Cascada de las Ánimas posee una flora y vegetación nativa de tipo esclerófila y xerófita característica de la precordillera andina. Entre este tipo de especies se pueden encontrar el colliguay, maitén, litre, algunas cactáceas y una diversidad de flores silvestres
La flora de esta cuenca del Río Maipo tiene alrededor de 600 especies de plantas vasculares, de las cuales unas 150 son endémicas de la zona. Además es común ver zonas de Espinales que corresponden a praderas dominadas principalmente por el árbol Espino

### Fauna
La fauna de esta zona se encuentra muy amenazada por la introducción de especies exóticas, ataques de perros, destrucción y fragmentación de su hábitat y por la caza ilegal.
Cascada de las Ánimas es refugio de variadas especies animales como el zorro, puma, quique, huiña, vizcacha, así como de una importante variedad de avifauna. 
De las aproximadas 450 aves nativas de Chile, en la zona central del país se pueden encontrar alrededor de unas 200 en Cascada de las Animas. 

### Clima
El santuario posee clima mediterráneo. La temperatura media anual es de 14 °C y las precipitaciones suman una media anual de 356.2 mm. Los principales cursos fluviales del parque son el río Maipo, estero El Manzanito y el estero Cascada de las Ánimas.  

## Santuario de la Naturaleza
Los Santuarios de la Naturaleza corresponden a sitios terrestres o marinos de importancia para estudios e investigaciones geológicas, paleontológicas, zoológicas, botánicas, ecológicas o que posean formaciones naturales de interés para la ciencia o el Estado. Esta categoría de protección está contemplada en la Ley N° 17.288 sobre Monumentos Nacionales. 
De los monumentos nacionales.

    Artículo 1.°- Son monumentos nacionales y quedan bajo la tuición y protección del Estado, los lugares, ruinas, construcciones u objetos de carácter histórico o artístico; los enterratorios o cementerios u otros restos de los aborígenes, las piezas u objetos antropo-arqueológicos, paleontológicos o de formación natural, que existan bajo o sobre la superficie del territorio nacional o en la plataforma submarina de sus aguas jurisdiccionales y cuya conservación interesa a la historia, al arte o a la ciencia; los santuarios de la naturaleza; los monumentos, estatuas, columnas, pirámides, fuentes, placas, coronas, inscripciones y, en general, los objetos que estén destinados a permanecer en un sitio público, con carácter conmemorativo. Su tuición y protección se ejercerá por medio del Consejo de Monumentos Nacionales, en la forma que determina la presente ley.
En virtud de ser un Patrimonio Natural único en Chile, con flora y fauna nativa típicos de la zona precordillerana y gran belleza escénica, es que el 23 de agosto de 1995 es declarado Monumento Nacional en la categoría de Santuario de la Naturaleza, bajo el Decreto N°480.

## Actualidad
Durante los últimos 20 años, los propietarios han llevado a cabo un plan de reforestación y riego, mediante el cual se han plantado más de 30 mil árboles nativos. También existen proyectos de recuperación de erosión e introducción de especies en peligro de extinción, en consonancia con el compromiso de conservación que establece el reglamento de Áreas Silvestres Protegidas